# Othresypna umbrosa
Othresypna umbrosa là một loài bướm đêm trong họ Noctuidae.